# Pleased to Meet You
Pleased to Meet You fue el octavo álbum sacado a la venta por la banda con base en Mánchester James. El álbum fue publicado en julio de 2001 a través de Mercury Records. A pesar de que el arranque del primer álbum de la banda no alcanzaba el top 10 en el Reino Unido desde Strip-mine (exceptuando el experimental Wah Wah), el álbum fue ampliamente considerado como uno de sus mejores trabajos. Es más, Allmusic lo describió como su álbum «más ceñido, más fresco, el lote de canciones más contemporáneas, impermeabilizado para soportar el paso del tiempo» . Del álbum fue publicado un sencillo, «Getting Away With It (All Messed Up)». Poco después de la publicación del álbum, el vocalista principal Tim Booth anunció que dejaba la banda. La cubierta frontal del álbum es una imagen compuesta de las caras de todos los miembros de la banda.

## Listado de canciones
1. «Space» – 4:49
2. "Falling Down» – 3:36
3. "English Beefcake» – 5:46
4. "Junkie» – 4:56
5. "Pleased to Meet You» – 5:37
6. "The Shining» – 4:26
7. "Senorita» – 3:10
8. "Gaudi» – 3:17
9. "What Is It Good For» – 4:12
10. "Give It Away» – 3:05
11. "Fine" – 3:41
12. "Getting Away With It (All Messed Up)» – 4:29
13. "Alaskan Pipeline» – 4:28

Nota: "Gaudi» y «What Is It Good For» fueron omitidas de las versiones no domésticas.
- Datos: Q3283158